# Прилипкінський
Прилипкінський (рос. Прилипкинский) — хутір у Серафимовицькому районі Волгоградської області Російської Федерації.
Населення становить 55  осіб. Входить до складу муніципального утворення Отрожкинське сільське поселення.

## Історія
Хутір розташований у межах українського історичного та культурного регіону Жовтий Клин.
Згідно із законом від 24 грудня 2004 року № 979-ОД органом місцевого самоврядування є Отрожкинське сільське поселення.

## Населення
| 2010 | 2015 |
| ---- | ---- |
| 67   | ↘55  |